# La força del vent (pel·lícula de 1992)
La força del vent (títol original: Wind) és una pel·lícula estatunidenca estrenada l'11 de setembre de 1992 i dirigida per Carroll Ballard. Ha estat doblada al català.

## Argument
La pel·lícula se centra en la Copa Amèrica de vela per desenvolupar una història romàntica d'acció i aventures. S'inspira en fets reals, començant amb la 25ª edició de la Copa Amèrica, celebrada el 1983, i acabant amb l'edició de 1987.

## Producció
Diversos iots de la classe 12 metres que van participar realment en la Copa van ser utilitzats per rodar el film. "America II" (US 46) i "American Eagle" (US 21) van ser els dos 12 metres més usats en les escenes, encara que també es van utilitzar l' "Intrepid" (US 22) i l' "America II" (US 42). L'"America II" (US 42) va ser el iot repintat i utilitzat com a "Bumerang" primer i com "Platypus" després en la pel·lícula, mentre que l'"America II" (US 46) es va caracteritzar com a "Radiant" primer i com a "Geronimo" després. El vaixell vermell d'entrenament que fa servir Will Parker és l'"American Eagle" (US 21).
La majoria de les escenes de vela van ser gravades en els camps de regates de Perth (Austràlia Occidental, Austràlia) i Newport (Rhode Island, Estats Units d'Amèrica).
Peter Gilmour, el patró del "Kookaburra II", va participar activament en el rodatge, a bord dels iots, i en la canya del "Geronimo" quan s'hissa el "Whomper".

## Fets reals
A més dels iots i les derrotes i victòries preses de la història de la Copa Amèrica, diversos detalls novel·lats en la pel·lícula també estan presos de fets reals que van succeir en la competició real durant la Copa Amèrica de 1987. Per exemple:
- Quan Will Parker toca la balisa en l'últim rumb d'una regata, es recorda el que li va passar al neozelandès Chris Dickson en l'última regata de la Copa Louis Vuitton contra el "Stars & Stripes '87". El iot neozelandès es trobava a només 6 segons del "Stars & Stripes '87" de Dennis Conner quan va tocar l'última balisa del recorregut i va ser penalitzat tornant a prendre-la i perdent totes les seves opcions de guanyar la regata i les eliminatòries.
- La famosa vela que Jack Neville denomina Whomper en la pel·lícula és una recreació del genniker que va introduir el iot "Austràlia IV" en les Defender Selection Series davant el "Kookaburra II". En la realitat aquella vela asimètrica va portar al iot de Bond a atrapar al "Kookaburra II" en la empopada, però les agressives orsades de Peter Gilmour per defensar la seva posició van acabar amb el trencament del genniker del "Austràlia IV".
- El trencament del màstil de "Platypus" li va tenir lloc en realitat al "Challenge France" a la meitat de la tercera i definitiva ronda d'eliminatòries.
- L'abordatge recrea en la ficció la col·lisió real entre l'"Austràlia IV " i el "Kookaburra II".
- Les protestes davant el comitè de regates van ser també una constant en la Copa Amèrica de 1987.

## Repartiment
- Matthew Modine: Will Parker.
- Jennifer Grey: Kate Bass.
- Cliff Robertson: Morgan Weld.
- Jack Thompson: Jack Neville.
- Stellan Skarsgård: Joe Heiser.
- Rebecca Miller: Abigail Weld.
- Ned Vaughn: Charley Moore.

## Banda sonora
- "Madame Butterfly" (Giacomo Puccini) interpretada per Veronika Kincscs i Peter Dvorsky.
- "My Baby Let Me Down" (Lucky Oceans).
- "Waltzing Matilda" (Christina Macpherson i Andrew Barton Paterson).
- "A Dream Comes Back to You" (Wendy Waldman i Basil Poledouris) interpretada per Wendy Waldman.